# Brachythecium garovaglioides
Brachythecium garovaglioides là một loài Rêu trong họ Brachytheciaceae. Loài này được Müll. Hal. mô tả khoa học đầu tiên năm 1897.